# Северодвинский мост

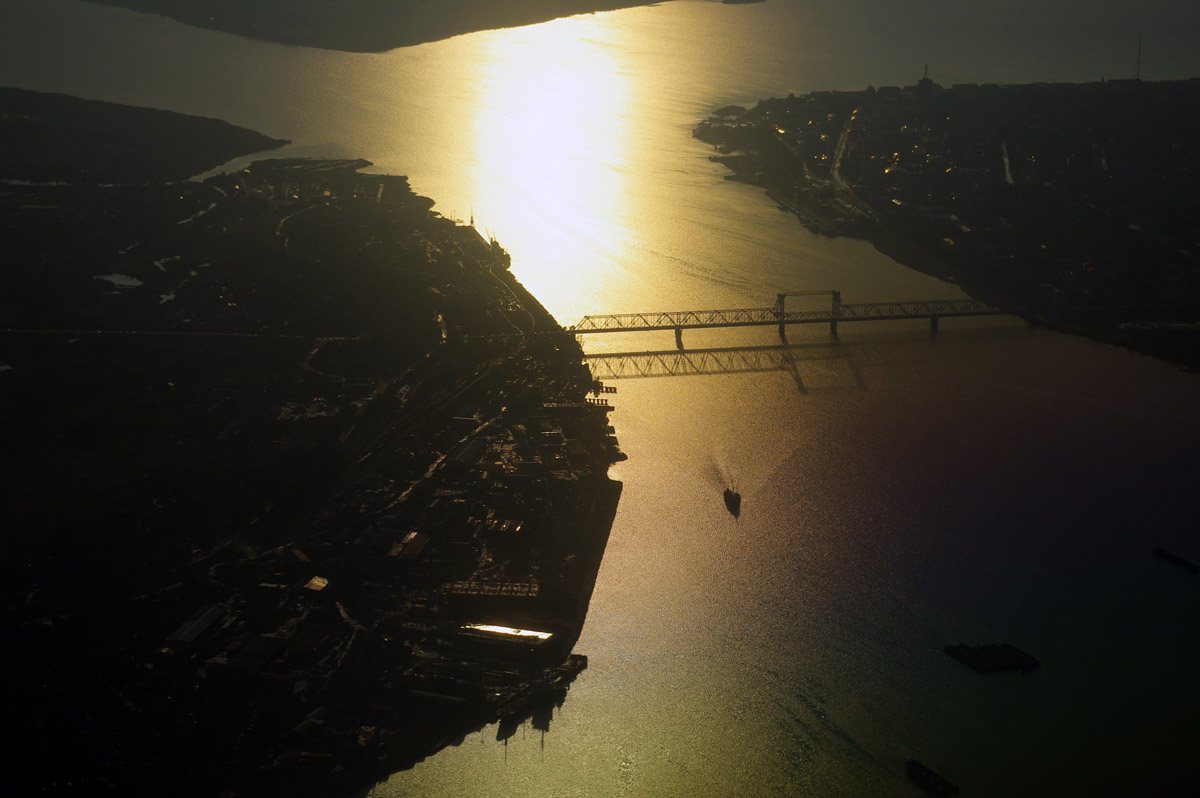
Архангельск, старый мост, вид с борта самолета

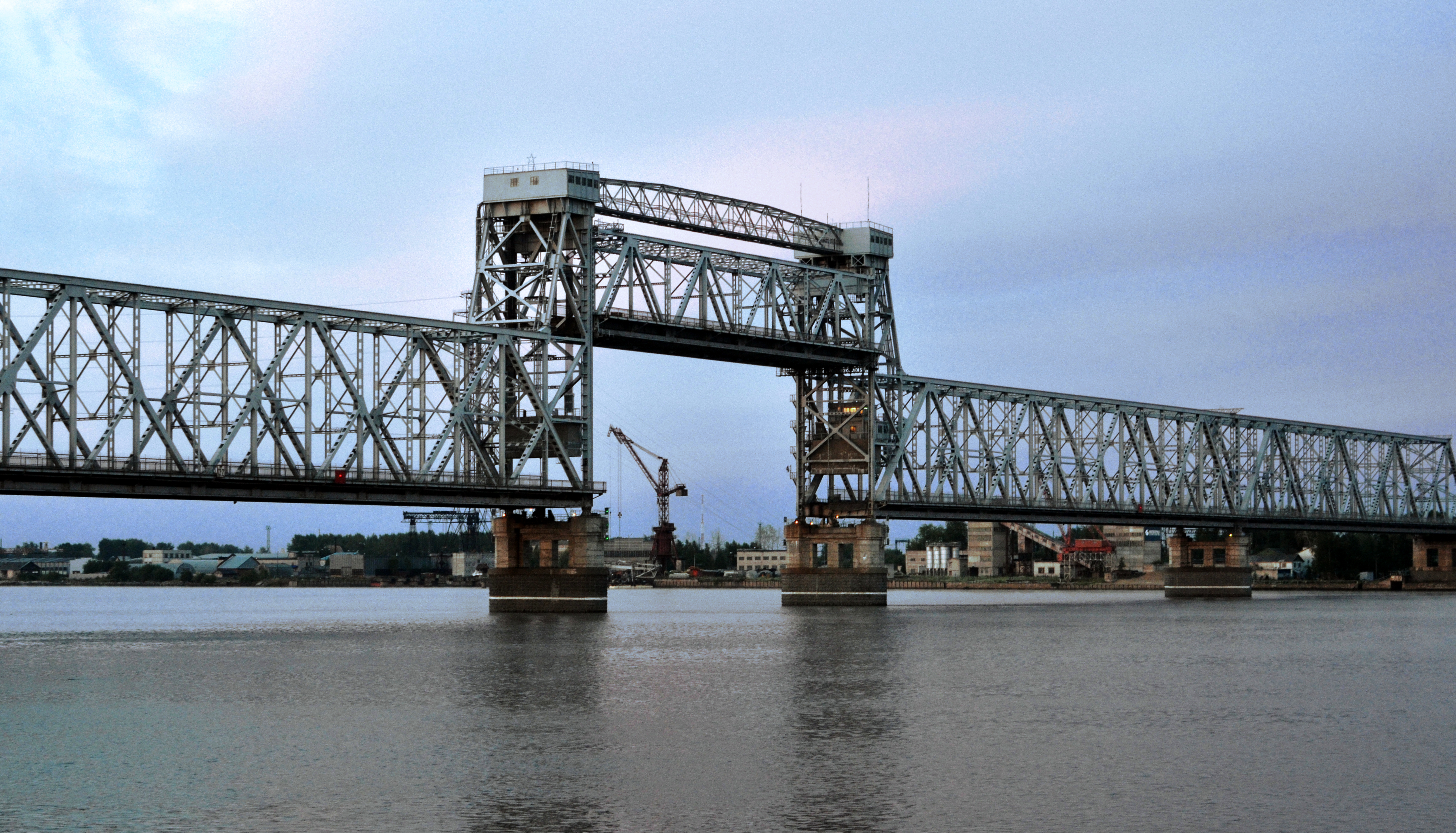
Северодвинский мост в разведённом состоянии

Северодвинский мост — совмещённый автомобильно-железнодорожный металлический разводной мост через реку Северная Двина в Архангельске.

## История
Проект моста был разработан в институте Ленгипротрансмост (Главные инженеры проекта К. С. Шаблий, А. Б. Воловик, Г. Л. Катранов). Строительство моста началось в 1958 году, завершено — в 1964 году. 5 ноября 1964 года, после того как председатель Архангельского облисполкома В. Агибалов перерезал ленточку, по Северодвинскому мосту прошёл первый железнодорожный состав и колонна автомашин. 25 января 1965 года состоялось открытие железнодорожной станции Архангельск-Город и началось регулярное железнодорожное сообщение по Северодвинскому мосту.
Официальное название Северодвинский мост получил в 1988 году. До этого он был без названия.
Длина моста — 1094 м, расстояние от воды до моста — 13,4 метра. По мосту проложена двухполосная автомобильная дорога, однопутная неэлектрифицированная железнодорожная линия и пешеходная дорожка. Для прохода высоких судов мост чаще всего разводится ночью. Самый северный разводной мост в мире.
Автомобильная дорога через Северодвинский мост выходит на федеральную трассу М8 «Холмогоры».
Из-за изношенности конструкций мост неоднократно ставился на капитальный ремонт.
Утром 20 мая 2019 года несчастный случай произошёл с охранником железнодорожного моста. Около 8:40, когда мужчина выполнял обход, под ним обвалились мосточки, и он упал в Северную Двину.
Северодвинский мост, построенный в 1964 году, получил среди горожан наименование «старый», для отличия от «нового» моста, построенного через Краснофлотский остров в 1990 году.
С октября 2020 года Северодвинский мост регулярно закрывается в ночное время для проведения капитального ремонта своих автомобильной и железнодорожной частей. Для проведения отдельных работ движение по мосту ограничивалось на более длительный срок. Это неоднократно приводило к серьёзным затруднениям в автомобильном движении и многочасовым пробкам.
В ходе капитального ремонта моста 17 апреля 2021 года с высоты сорвался один из рабочих. Он упал на льдину и получил множественные травмы. Сотрудники центральной спасательной станции смогли доставить его на берег и передать медикам.